# Lekkoatletyka na Igrzyskach Śródziemnomorskich 1959
Zawody lekkoatletyczne na Igrzyskach Śródziemnomorskich 1959 odbyły się w październiku w Bejrucie. Startowali tylko mężczyźni. Po raz pierwszy rozegrano zawody w chodzie na 20 kilometrów zamiast chodu na 10 000 metrów. Nie odbył się chód na 50 kilometrów.

## Wyniki

### konkurencje biegowe
| Konkurencja:                       | 1. miejsce                                                         | Rezultat     | 2. miejsce                                                                        | Rezultat  | 3. miejsce                                                                          | Rezultat  |
| Bieg na 100 metrów                 | Abdoulaye Seye · Francja                                           | 10,3 GR      | Paul Genevay · Francja                                                            | 10,6      | Alain David · Francja                                                               | 10,6      |
| Bieg na 200 metrów                 | Paul Genevay · Francja                                             | 21,9 GR      | Nikolaos Georgopoulos · Grecja                                                    | 21,5      | Bernard Cahen · Francja                                                             | 21,8      |
| Bieg na 400 metrów                 | Viktor Šnajder · Jugosławia                                        | 47,1 GR      | Hassan Ragab · Zjednoczona Republika Arabska                                      | 48,3      | Vassilios Sillis · Grecja                                                           | 48,7      |
| Bieg na 800 metrów                 | Pierre-Yvon Lenoir · Francja                                       | 1:55,4       | Tomás Barris · Hiszpania                                                          | 1:55,8    | Evangelos Depastas · Grecja                                                         | 1:56,1    |
| Bieg na 1500 metrów                | Tomás Barris · Hiszpania                                           | 3:50,6       | Jean Clausse · Francja                                                            | 3:51,8    | Evangelos Depastas · Grecja                                                         | 3:52,6    |
| Bieg na 5000 metrów                | Robert Bogey · Francja                                             | 14:31,0      | Luis García · Hiszpania                                                           | 14:32,6   | Carlos Pérez · Hiszpania                                                            | 14:45,0   |
| Bieg na 10 000 metrów              | Hammoud Ameur · Francja                                            | 30:19,2 GR   | Saïd Gerouani · Maroko                                                            | 30:22,4   | Luis García · Hiszpania                                                             | 30:24,2   |
| Maraton                            | Bakir Benaïssa · Maroko                                            | 2:24:14,8 GR | Miguel Navarro · Hiszpania                                                        | 2:27:27,8 | Mahmoud Abdelkrim · Zjednoczona Republika Arabska                                   | 2:35:03,4 |
| Bieg na 110 metrów przez płotki    | Georgios Marsellos · Grecja                                        | 14,5 GR      | Marcel Duriez · Francja                                                           | 14,5      | Emilio Campra · Hiszpania                                                           | 15,4      |
| Bieg na 400 metrów przez płotki    | Fahir Özgüden · Turcja                                             | 53,4         | Mongi Zarrouki · Tunezja                                                          | 54,1      | Abdel Mohamed Abdallah · Zjednoczona Republika Arabska                              | 54,4      |
| Bieg na 3000 metrów z przeszkodami | Georgios Papavasileiou · Francja                                   | 9:04,0 GR    | Manuel Alonso · Hiszpania                                                         | 9:06,2    | Franc Hafner · Jugosławia                                                           | 9:09,6    |
| Sztafeta 4 × 100 metrów            | Francja · Alain David · Ali Brakchi · Bernard Cahen · Paul Genevay | 41,5         | Grecja ·                                                                          | 41,7      | Hiszpania · Emilio Campra · José Luis Martínez · Jesús Rancaño · José Luis Albarran | 42,2      |
| Sztafeta 4 × 400 metrów            | Grecja ·                                                           | 3:15,0       | Francja · Paul Genevay · Jean-Pierre Goudeau · Jean Bertozzi · Pierre-Yvon Lenoir | 3:15,4    | Zjednoczona Republika Arabska ·                                                     | 3:17,6    |
| Chód na 20 kilometrów              | Georges Attané · Francja                                           | 1:43:16,6    | Stavros Hatzilaios · Grecja                                                       | 1:50:18,6 | ----                                                                                |           |

### konkurencje techniczne
| Konkurencja:   | 1. miejsce                   | Rezultat    | 2. miejsce                    | Rezultat | 3. miejsce                                        | Rezultat |
| Skok wzwyż     | Maurice Fournier · Francja   | 1,99 m      | Çetin Şahiner · Turcja        | 1,96 m   | Michel Hermann · Francja                          | 1,90 m   |
| Skok o tyczce  | Rigas Efstathiadis · Grecja  | 4,10 m      | Fernando Adarraga · Hiszpania | 3,80 m   | Farid Hanna · Zjednoczona Republika Arabska       | 3,80 m   |
| Skok w dal     | Ali Brakchi · Francja        | 7,59 m GR   | Dimos Manglaras · Grecja      | 7,44 m   | Manuel González · Hiszpania                       | 7,24 m   |
| Trójskok       | Éric Battista · Francja      | 15,82 m GR  | Marc Rabémila · Francja       | 15,47 m  | Mahmoud Fattah · Zjednoczona Republika Arabska    | 15,04 m  |
| Pchnięcie kulą | Georgios Tsakanikas · Grecja | 16,97 m GR  | Antonios Kounadis · Grecja    | 15,12 m  | Chebel Farag · Zjednoczona Republika Arabska      | 14,95 m  |
| Rzut dyskiem   | Antonios Kounadis · Grecja   | 55,02 m GR  | Dako Radošević · Jugosławia   | 54,01 m  | Georgios Tsakanikas · Grecja                      | 47,88 m  |
| Rzut młotem    | Krešimir Račić · Jugosławia  | 62,26 m GR  | Frangiskos Politis · Grecja   | 55,44 m  | Andreas Kouvelogiannis · Grecja                   | 53,31 m  |
| Rzut oszczepem | Léon Syrovatski · Francja    | 74,10 m GR  | Božidar Miletić · Jugosławia  | 73,80 m  | Myron Anyfantakis · Grecja                        | 68,80 m  |
| Dziesięciobój  | Jože Brodnik · Jugosławia    | 6581 pkt GR | Georgios Marsellos · Grecja   | 5908 pkt | Mohamed Saïd Zaki · Zjednoczona Republika Arabska | 5816 pkt |

## Tabela medalowa
| Miejsce | Reprezentacja                 | Złoto | Srebro | Brąz | Razem |
| 1       | Francja                       | 11    | 5      | 3    | 19    |
| 2       | Grecja                        | 6     | 7      | 6    | 19    |
| 3       | Jugosławia                    | 3     | 2      | 1    | 6     |
| 4       | Hiszpania                     | 1     | 5      | 5    | 11    |
| 5       | Maroko                        | 1     | 1      | 0    | 2     |
| 5       | Turcja                        | 1     | 1      | 0    | 2     |
| 7       | Zjednoczona Republika Arabska | 0     | 1      | 7    | 8     |
| 8       | Tunezja                       | 0     | 1      | 0    | 1     |
| Poz.    | Razem:                        | 23    | 23     | 22   | 68    |